# 尼古拉斯維爾 (肯塔基州)
尼古拉斯維爾（Nicholasville）是美國的一座城市。是肯塔基州傑薩曼縣的縣治，也是肯塔基州第11大的城市。據2010年人口普查，尼古拉斯維爾有人口28,015人。許多在列剋星敦工作的通勤者住在尼古拉斯維爾，也是肯塔基州中部的購物中心及就业中心。